# Gacnik
Gacnik (kaszub. Gacnik) – wieś w Polsce położona w województwie pomorskim, w powiecie chojnickim, w gminie Brusy.
W latach 1975–1998 miejscowość administracyjnie należała do województwa bydgoskiego.
Gacnik to  kaszubska wieś rolnicza, sąsiadująca od południa z Brusami, od północy z Zalesiem od strony zachodniej z rzeką Niechwaszcz oraz Czarnowem, nieopodal drogi wojewódzkiej  droga wojewódzka nr 235, Chojnice - Kościerzyna. 
Wieś stanowi sołectwo gminy Brusy.